# نمر موياي تاي
نمر موياي تاي (بالإنجليزية: Tiger Muay Thai)‏ هي منشأة تايلاندية مختلطة لفنون القتال المختلطة وتدريب موياي تاي تقع في بوكيت، تايلاند.